# Aucha villiana
Aucha villiana är en fjärilsart som beskrevs av Swinhoe 1893. Aucha villiana ingår i släktet Aucha och familjen nattflyn. Inga underarter finns listade i Catalogue of Life.